# Indien i olympiska sommarspelen 2012
Indien deltog i de olympiska sommarspelen 2012 som ägde rum i London i Storbritannien mellan den 27 juli och den 12 augusti 2012.

## Medaljörer
| Medalj | Namn           | Sport     | Gren                              |
| ------ | -------------- | --------- | --------------------------------- |
| Silver | Vijay Kumar    | Skytte    | Herrarnas 25 m pistol snabbskytte |
| Silver | Sushil Kumar   | Brottning | Herrarnas lättvikt i fristil      |
| Brons  | Gagan Narang   | Skytte    | Herrarnas 10 m luftgevär          |
| Brons  | Saina Nehwal   | Badminton | Damsingel                         |
| Brons  | Mary Kom       | Boxning   | Damernas flugvikt                 |
| Brons  | Yogeshwar Dutt | Brottning | Herrarnas fjädervikt i fristil    |

## Badminton
- Huvudartikel: Badminton vid olympiska sommarspelen 2012

| Spelare                       | Gren        | Gruppnivå                             | Gruppnivå                                         | Gruppnivå                             | Gruppnivå | Eliminering                            | Kvartsfinal                  | Semifinal                   | Final / brons                  | Final / brons    |
| Spelare                       | Gren        | Motståndare Poäng                     | Motståndare Poäng                                 | Motståndare Poäng                     | Placering | Motståndare Poäng                      | Motståndare Poäng            | Motståndare Poäng           | Motståndare Poäng              | Placering        |
| ----------------------------- | ----------- | ------------------------------------- | ------------------------------------------------- | ------------------------------------- | --------- | -------------------------------------- | ---------------------------- | --------------------------- | ------------------------------ | ---------------- |
| Parupalli Kashyap             | Herrsingel  | Y Tan (BEL) W 21–14, 21–12            | Nguyễn T M (VIE) W 21–9, 21–14                    | i.u.                                  | 1 Q       | Karunaratne (SRI) W 21–14, 15–21, 21–9 | Lee C W (MAS) L 19–21, 11–21 | Gick inte vidare            | Gick inte vidare               | Gick inte vidare |
| Saina Nehwal                  | Damsingel   | Jaquet (SUI) W 21–9, 21–4             | L Tan (BEL) W 21–4, 21–14                         | i.u.                                  | 1 Q       | Yao J (NED) W 21–14, 21–16             | Baun (DEN) W 21–15, 22–20    | Wang Y (CHN) L 13–21, 13–21 | Wang X (CHN) W 18–21, 0–1* RET | 3                |
| Jwala Gutta Ashwini Ponnappa  | Damdubbel   | Fujii / Kakiiwa (JPN) L 21–16, 21–18  | Cheng W-h / Chien Y-c (TPE) W 25–23, 16–21, 21–18 | Sari / Yao L (SIN) W 21–16, 21–15     | 3         | Gick inte vidare                       | Gick inte vidare             | Gick inte vidare            | Gick inte vidare               | Gick inte vidare |
| Valiyaveetil Diju Jwala Gutta | Mixeddubbel | Ahmad / L Natsir (INA) L 16–21, 12–21 | Laybourn / K R Juhl (DEN) L 12–21, 16–21          | Lee Y-d / Ha J-e (KOR) L 15–21, 15–21 | 4         | Gick inte vidare                       | Gick inte vidare             | Gick inte vidare            | Gick inte vidare               | Gick inte vidare |

## Bordtennis
- Huvudartikel: Bordtennis vid olympiska sommarspelen 2012

| Spelare         | Gren       | Inledande omgång     | Runda 1              | Runda 2              | Runda 3              | Runda 4              | Kvartsfinal          | Semifinal            | Final                | Final            |
| Spelare         | Gren       | Motståndare Resultat | Motståndare Resultat | Motståndare Resultat | Motståndare Resultat | Motståndare Resultat | Motståndare Resultat | Motståndare Resultat | Motståndare Resultat | Placering        |
| --------------- | ---------- | -------------------- | -------------------- | -------------------- | -------------------- | -------------------- | -------------------- | -------------------- | -------------------- | ---------------- |
| Soumyajit Ghosh | Herrsingel | BYE                  | Tsuboi (BRA) W 4–2   | Kim H-B (PRK) L 1–4  | Gick inte vidare     | Gick inte vidare     | Gick inte vidare     | Gick inte vidare     | Gick inte vidare     | Gick inte vidare |
| Ankita Das      | Damsingel  | BYE                  | Ramirez (ESP) L 1–4  | Gick inte vidare     | Gick inte vidare     | Gick inte vidare     | Gick inte vidare     | Gick inte vidare     | Gick inte vidare     | Gick inte vidare |

## Boxning
- Huvudartikel: Boxning vid olympiska sommarspelen 2012

Herrar
| Boxare              | Gren            | Sextondelsfinal            | Åttondelsfinal          | Kvartsfinal          | Semifinal            | Final                | Final            |
| Boxare              | Gren            | Motståndare Resultat       | Motståndare Resultat    | Motståndare Resultat | Motståndare Resultat | Motståndare Resultat | Placering        |
| ------------------- | --------------- | -------------------------- | ----------------------- | -------------------- | -------------------- | -------------------- | ---------------- |
| Devendro Singh      | Lätt flugvikt   | Molina (HON) W RSC         | Purevdorj (MGL) W 16–11 | Barnes (IRL) L 18–23 | Gick inte vidare     | Gick inte vidare     | Gick inte vidare |
| Shiva Thapa         | Bantamvikt      | Valdez (MEX) L 9–14        | Gick inte vidare        | Gick inte vidare     | Gick inte vidare     | Gick inte vidare     | Gick inte vidare |
| Jai Bhagwan         | Lättvikt        | Allisop (SEY) W 18–8       | Zhailaouv (KAZ) L 8–16  | Gick inte vidare     | Gick inte vidare     | Gick inte vidare     | Gick inte vidare |
| Manoj Kumar         | Lätt weltervikt | Hudayberdiyev (TKM) W 13–7 | Stalker (GBR) L 16–20   | Gick inte vidare     | Gick inte vidare     | Gick inte vidare     | Gick inte vidare |
| Vikas Krishan Yadav | Weltervikt      | Bye                        | Spence (USA) L 13–15    | Gick inte vidare     | Gick inte vidare     | Gick inte vidare     | Gick inte vidare |
| Vijender Singh      | Mellanvikt      | Suzhanov (KAZ) W 14–10     | Gausha (USA) W 16–15    | Atoev (UZB) L 13–17  | Gick inte vidare     | Gick inte vidare     | Gick inte vidare |
| Sumit Sangwan       | Lätt tungvikt   | Y Falcão (BRA) L 14–15     | Gick inte vidare        | Gick inte vidare     | Gick inte vidare     | Gick inte vidare     | Gick inte vidare |

Damer
| Boxare   | Gren     | Åttondelsfinal           | Kvartsfinal          | Semifinal            | Final                | Final     |
| Boxare   | Gren     | Motståndare Resultat     | Motståndare Resultat | Motståndare Resultat | Motståndare Resultat | Placering |
| -------- | -------- | ------------------------ | -------------------- | -------------------- | -------------------- | --------- |
| Mary Kom | Flugvikt | Michalczuk (POL) W 19–14 | Rahali (TUN) W 15–6  | Adams (GBR) L 6–11   | Gick inte vidare     | 3         |

## Brottning
- Huvudartikel: Brottning vid olympiska sommarspelen 2012

Herrar, fristil
| Brottare               | Gren   | Kvalomgång           | Åttondelsfinal       | Kvartsfinal                 | Semifinal             | Återkval 1           | Återkval 2              | Final / Brons         | Final / Brons |
| Brottare               | Gren   | Motståndare Resultat | Motståndare Resultat | Motståndare Resultat        | Motståndare Resultat  | Motståndare Resultat | Motståndare Resultat    | Motståndare Resultat  | Placering     |
| ---------------------- | ------ | -------------------- | -------------------- | --------------------------- | --------------------- | -------------------- | ----------------------- | --------------------- | ------------- |
| Amit Kumar             | -55 kg | BYE                  | Rahimi (IRI) W 3–1   | Khinchegashvili (GEO) L 1–3 | Gick inte vidare      | BYE                  | Velikov (BUL) L 0–3     | Gick inte vidare      | 10            |
| Yogeshwar Dutt         | -60 kg | Guidea (BUL) W 3–1   | Kudukhov (RUS) L 0–3 | Gick inte vidare            | Gick inte vidare      | Gómez (PUR) W 3–0    | Esmaeilpour (IRI) W 3–1 | Ri J-M (PRK) W 3–1    | 3             |
| Sushil Kumar           | -66 kg | BYE                  | Şahin (TUR) W 3–1    | Navruzov (UZB) W 3–1        | Tanatarov (KAZ) W 3–1 | BYE                  | BYE                     | Yonemitsu (JPN) L 0–3 | 2             |
| Narsingh Pancham Yadav | -74 kg | BYE                  | Gentry (CAN) L 1–3   | Gick inte vidare            | Gick inte vidare      | Gick inte vidare     | Gick inte vidare        | Gick inte vidare      | 14            |

Damer, fristil
| Brottare     | Gren   | Kvalomgång           | Åttondelsfinal       | Kvartsfinal          | Semifinal            | Återkval 1           | Återkval 2           | Final / brons        | Final / brons |
| Brottare     | Gren   | Motståndare Resultat | Motståndare Resultat | Motståndare Resultat | Motståndare Resultat | Motståndare Resultat | Motståndare Resultat | Motståndare Resultat | Placering     |
| ------------ | ------ | -------------------- | -------------------- | -------------------- | -------------------- | -------------------- | -------------------- | -------------------- | ------------- |
| Geeta Phogat | -55 kg | BYE                  | Verbeek (CAN) L 1–3  | Gick inte vidare     | Gick inte vidare     | BYE                  | Lazareva (UKR) L 0–3 | Gick inte vidare     | 13            |

## Bågskytte
- Huvudartikel: Bågskytte vid olympiska sommarspelen 2012

Damer
| Bågskytt                                               | Gren                  | Ranking-runda | Ranking-runda | 32-delsfinal             | Sextondelsfinal        | Åttondelsfinal        | Kvartsfinal       | Semifinal         | Final             | Final            |
| Bågskytt                                               | Gren                  | Poäng         | Seedning      | Motståndare Poäng        | Motståndare Poäng      | Motståndare Poäng     | Motståndare Poäng | Motståndare Poäng | Motståndare Poäng | Placering        |
| ------------------------------------------------------ | --------------------- | ------------- | ------------- | ------------------------ | ---------------------- | --------------------- | ----------------- | ----------------- | ----------------- | ---------------- |
| Laishram Bombayla Devi                                 | Damernas individuella | 651           | 22            | Psarra (GRE) (43) W 6–4  | Román (MEX) (11) L 2–6 | Gick inte vidare      | Gick inte vidare  | Gick inte vidare  | Gick inte vidare  | Gick inte vidare |
| Deepika Kumari                                         | Damernas individuella | 662           | 8             | Oliver (GBR) (57) L 2–6  | Gick inte vidare       | Gick inte vidare      | Gick inte vidare  | Gick inte vidare  | Gick inte vidare  | Gick inte vidare |
| Chekrovolu Swuro                                       | Damernas individuella | 625           | 50            | Nichols (USA) (15) L 5–6 | Gick inte vidare       | Gick inte vidare      | Gick inte vidare  | Gick inte vidare  | Gick inte vidare  | Gick inte vidare |
| Laishram Bombayla Devi Deepika Kumari Chekrovolu Swuro | Damernas lagtävling   | 1938          | 9             | i.u.                     | i.u.                   | Danmark (8) L 210–211 | Gick inte vidare  | Gick inte vidare  | Gick inte vidare  | Gick inte vidare |

Herrar
| Bågskytt                                      | Gren                   | Ranking-runda | Ranking-runda | 32-delsfinal             | Sextondelsfinal              | Åttondelsfinal                | Kvartsfinal       | Semifinal         | Final             | Final            |
| Bågskytt                                      | Gren                   | Poäng         | Seedning      | Motståndare Poäng        | Motståndare Poäng            | Motståndare Poäng             | Motståndare Poäng | Motståndare Poäng | Motståndare Poäng | Placering        |
| --------------------------------------------- | ---------------------- | ------------- | ------------- | ------------------------ | ---------------------------- | ----------------------------- | ----------------- | ----------------- | ----------------- | ---------------- |
| Jayanta Talukdar                              | Herrarnas individuella | 650           | 53            | Wukie (USA) (12) L 0–6   | Gick inte vidare             | Gick inte vidare              | Gick inte vidare  | Gick inte vidare  | Gick inte vidare  | Gick inte vidare |
| Rahul Banerjee                                | Herrarnas individuella | 655           | 46            | Gantögs (MGL) (19) W 6–0 | Dobrowolski (POL) (14) L 3–7 | Gick inte vidare              | Gick inte vidare  | Gick inte vidare  | Gick inte vidare  | Gick inte vidare |
| Tarundeep Rai                                 | Herrarnas individuella | 664           | 31            | Stevens (CUB) (34) W 6–5 | Kim B-M (KOR) (2) L 2–6      | Gick inte vidare              | Gick inte vidare  | Gick inte vidare  | Gick inte vidare  | Gick inte vidare |
| Jayanta Talukdar Rahul Banerjee Tarundeep Rai | Herrarnas lagtävling   | 1969          | 12            | i.u.                     | i.u.                         | Japan (5) L 214 (27)–214 (29) | Gick inte vidare  | Gick inte vidare  | Gick inte vidare  | Gick inte vidare |

## Friidrott
- Huvudartikel: Friidrott vid olympiska sommarspelen 2012

Förkortningar
- Notera – Placeringar gäller endast den tävlandes eget heat
- Q = Kvalificerade sig till nästa omgång via placering
- q = Kvalificerade sig på tid eller, i fältgrenarna, på placering utan att ha nått kvalgränsen
- NR = Nationellt rekord
- N/A = Omgången inte möjlig i grenen
- Bye = Idrottaren behövde inte delta i omgången

Herrar
Bana och väg
| Idrottare            | Gren       | Final      | Final     |
| Idrottare            | Gren       | Resultat   | Placering |
| -------------------- | ---------- | ---------- | --------- |
| Basanta Bahadur Rana | 50 km gång | 3:56:48 NR | 36        |
| Baljinder Singh      | 20 km gång | 1:25:39    | 43        |
| Gurmeet Singh        | 20 km gång | 1:23:34    | 33        |
| Irfan Kolothum Thodi | 20 km gång | 1:20:21 NR | 10        |
| Ram Singh Yadav      | Maraton    | 2:30:06    | 78        |

Fältgrenar
| Idrottare          | Gren           | Kval  | Kval      | Final            | Final            |
| Idrottare          | Gren           | Längd | Placering | Längd            | Placering        |
| ------------------ | -------------- | ----- | --------- | ---------------- | ---------------- |
| Vikas Gowda        | Diskuskastning | 65.20 | 5 Q       | 64.79            | 8                |
| Om Prakash Karhana | Kulstötning    | 19.86 | 19        | Gick inte vidare | Gick inte vidare |
| Renjith Maheshwary | Tresteg        | NM    | —         | Gick inte vidare | Gick inte vidare |

Damer
Bana och väg
| Idrottare   | Gren           | Heat     | Heat      | Semifinal        | Semifinal        | Final            | Final            |
| Idrottare   | Gren           | Resultat | Placering | Resultat         | Placering        | Resultat         | Placering        |
| ----------- | -------------- | -------- | --------- | ---------------- | ---------------- | ---------------- | ---------------- |
| Tintu Luka  | 800 m          | 2:01.75  | 3 Q       | 1:59.69 SB       | 6                | Gick inte vidare | Gick inte vidare |
| Sudha Singh | 3 000 m hinder | 9:48.86  | 13        | Gick inte vidare | Gick inte vidare | Gick inte vidare | Gick inte vidare |

Fältgrenar
| Idrottare      | Gren           | Kval  | Kval      | Final            | Final            |
| Idrottare      | Gren           | Längd | Placering | Längd            | Placering        |
| -------------- | -------------- | ----- | --------- | ---------------- | ---------------- |
| Mayookha Johny | Tresteg        | 13.77 | 22        | Gick inte vidare | Gick inte vidare |
| Sahana Kumari  | Höjdhopp       | 1.80  | 29        | Gick inte vidare | Gick inte vidare |
| Seema Antil    | Diskuskastning | 61.91 | 13        | Gick inte vidare | Gick inte vidare |
| Krishna Poonia | Diskuskastning | 63.54 | 8 Q       | 63.62            | 7                |

## Judo
Damer
| Idrottare        | Gren                     | Sextondelsfinal        | Åttondelsfinal       | Kvartsfinal          | Semifinal            | Återkval             | Bronsmatch           | Final                | Final            |
| Idrottare        | Gren                     | Motståndare Resultat   | Motståndare Resultat | Motståndare Resultat | Motståndare Resultat | Motståndare Resultat | Motståndare Resultat | Motståndare Resultat | Placering        |
| ---------------- | ------------------------ | ---------------------- | -------------------- | -------------------- | -------------------- | -------------------- | -------------------- | -------------------- | ---------------- |
| Garima Chaudhary | Halv mellanvikt (-63 kg) | Ueno (JPN) L 0000–0100 | Gick inte vidare     | Gick inte vidare     | Gick inte vidare     | Gick inte vidare     | Gick inte vidare     | Gick inte vidare     | Gick inte vidare |

## Landhockey
Herrar
Coach: Michael Nobbs
| 1. Ignace Tirkey 2. Sandeep Singh 3. Bharat Chettri (C, GK) 4. Manpreet Singh 5. Sardara Singh (VC) 6. Dharamvir Singh 7. V. R. Raghunath 8. Gurbaj Singh | 1. Tushar Khandker 2. S. K. Uthappa 3. P.R. Sreejesh (GK) 4. Danish Mujtaba 5. Shivendra Singh 6. Gurwinder Singh Chandi 7. Sowmarpet Sunil 8. Birendra Lakra |

Reserver:
- Sarvanjit Singh
- Kothajit Singh

Gruppspel
| Nr | Lag           | S | V | O | F | GM | IM | MS  | P  |
| -- | ------------- | - | - | - | - | -- | -- | --- | -- |
| 1  | Nederländerna | 5 | 5 | 0 | 0 | 18 | 7  | +11 | 15 |
| 2  | Tyskland      | 5 | 3 | 1 | 1 | 14 | 11 | +3  | 10 |
| 3  | Belgien       | 5 | 2 | 1 | 2 | 8  | 7  | +1  | 7  |
| 4  | Sydkorea      | 5 | 2 | 0 | 3 | 9  | 8  | +1  | 6  |
| 5  | Nya Zeeland   | 5 | 1 | 2 | 2 | 10 | 14 | −4  | 5  |
| 6  | Indien        | 5 | 0 | 0 | 5 | 6  | 18 | −12 | 0  |

## Rodd
Herrar
| Idrottare                   | Gren                    | Heat    | Heat      | Återkval | Återkval  | Kvartsfinal | Kvartsfinal | Semifinal | Semifinal | Final   | Final     | Final |
| Idrottare                   | Gren                    | Tid     | Placering | Tid      | Placering | Tid         | Placering   | Tid       | Placering | Tid     | Placering |       |
| --------------------------- | ----------------------- | ------- | --------- | -------- | --------- | ----------- | ----------- | --------- | --------- | ------- | --------- | ----- |
| Sawarn Singh                | Singelsculler           | 6:54,04 | 4 R       | 7:00,49  | 1 Q       | 7:11,59     | 4 SC/D      | 7:36,25   | 2 FC      | 7:29,66 | 16        |       |
| Sandeep Kumar Manjeet Singh | Lättvikts-dubbelsculler | 6:56,60 | 4 R       | 6:54,20  | 6 SC/D    | i.u.        | i.u.        | 7:19,31   | 4 FD      | 7:08,39 | 19        |       |

## Tennis
| Spelare                         | Gren       | Omgång 1                                     | Omgång 2                                      | Åttondelsfinaler                           | Kvartsfinaler     | Semifinaler       | Final / BM        | Final / BM       |
| Spelare                         | Gren       | Motståndare Poäng                            | Motståndare Poäng                             | Motståndare Poäng                          | Motståndare Poäng | Motståndare Poäng | Motståndare Poäng | Placering        |
| ------------------------------- | ---------- | -------------------------------------------- | --------------------------------------------- | ------------------------------------------ | ----------------- | ----------------- | ----------------- | ---------------- |
| Rushmi Chakravarthi Sania Mirza | Damdubbel  | Chuang C-j / Hsieh S-w (TPE) L 1–6, 6–3, 1–6 | Gick inte vidare                              | Gick inte vidare                           | Gick inte vidare  | Gick inte vidare  | Gick inte vidare  |                  |
| Somdev Devvarman                | Herrsingel | Nieminen (FIN) L 3–6, 1–6                    | Gick inte vidare                              | Gick inte vidare                           | Gick inte vidare  | Gick inte vidare  | Gick inte vidare  | Gick inte vidare |
| Vishnu Vardhan                  | Herrsingel | Kavčič (SLO) L 3–6, 2–6                      | Gick inte vidare                              | Gick inte vidare                           | Gick inte vidare  | Gick inte vidare  | Gick inte vidare  | Gick inte vidare |
| Mahesh Bhupathi Rohan Bopanna   | Herrdubbel | i.u.                                         | Bury / Mirnji (BLR) W 7–6(7–4), 6–7(4–7), 8–6 | Benneteau / Gasquet (FRA) L 3–6, 4–6       | Gick inte vidare  | Gick inte vidare  | Gick inte vidare  | Gick inte vidare |
| Leander Paes Vishnu Vardhan     | Herrdubbel | i.u.                                         | Haase / Rojer (NED) W 7–6(7–1), 4–6, 6–2      | Llodra / Tsonga (FRA) L 6–7(3–7), 6–4, 3–6 | Gick inte vidare  | Gick inte vidare  | Gick inte vidare  | Gick inte vidare |

| Spelare                  | Gren        | Åttondelsfinaler                     | Kvartsfinaler                           | Semifinaler       | Final / BM        | Final / BM       |
| Spelare                  | Gren        | Motståndare Poäng                    | Motståndare Poäng                       | Motståndare Poäng | Motståndare Poäng | Placering        |
| ------------------------ | ----------- | ------------------------------------ | --------------------------------------- | ----------------- | ----------------- | ---------------- |
| Leander Paes Sania Mirza | Mixeddubbel | Ivanovic / Zimonjić (SRB) W 6–2, 6–4 | Azarenka / Mirnji (BLR) L 5–7, 6–7(5–7) | Gick inte vidare  | Gick inte vidare  | Gick inte vidare |